# 신치림
신치림(信治琳)은 대한민국의 프로젝트 음악 그룹이다. 2011년, 싱어송라이터인 윤종신과 하림, 그리고 기타리스트 조정치가 모여 결성하였으며, ‘신치림’이라는 이름은 각자의 이름에서 끝 글자 씩을 따온 것이다. 2012년 2월, 첫 싱글인 〈모르는 번호〉를 발표하였고, 얼마 후 첫 정규 앨범인 《여행》을 발표하였다.

## 멤버
- 윤종신 - 보컬
- 조정치 - 기타
- 하림 - 보컬

## 음반

### 정규 음반
- 《여행》 (2012)

### 싱글
- 〈모르는 번호〉 (2012)